# Mora, Eskilstuna kommun
Mora är sedan 2005 en småort i nordöstra delen av Eskilstuna kommun, Södermanlands län belägen i Jäders socken, vid Mälaren öster om tätorten Sundbyholm.
Mora omtalas i skriftliga handlingar första gången 1344., men byn har troligen forntida anor, ett järnåldersgravfält finns i anslutning till byn. På byns marker om än utanför småorten invid Rasundsån ligger Sigurdsristningen, en vikingatida runhäll. Här fanns tidigare Ramsundet, ett sund mellan Mälaren och Kafjärden och längs vägen över sundet mellan Mora och Ekeby finns flera hålvägar. Sigurdsritningen har varit placerad vid en bro över Ramsundet.
Mora storskiftades 1763 och trots att några gårdar flyttades ut vid laga skifte 1838 behöll byn sin gamla bykaraktär ända in på 1980-talet. Byn är belägen vid en fyrvägskorsning som bildar en öppen plats, Mora torg, där byns majstång är placerad. Enligt gammal tradition står denna uppe året om. Mora hörde till de byar som inte tillfördes några nya åkerarealer i samband med Kafjärdens utdikning, i stället kom fisket att förbli en viktig näring i byn.
Större delen av den nuvarande småortsbebyggelsen består dock av fritidsfastigheter uppförda norr om den gamla bytomten.
Mora är till viss del beläget i Sundbyholms naturreservat.

## Bilder

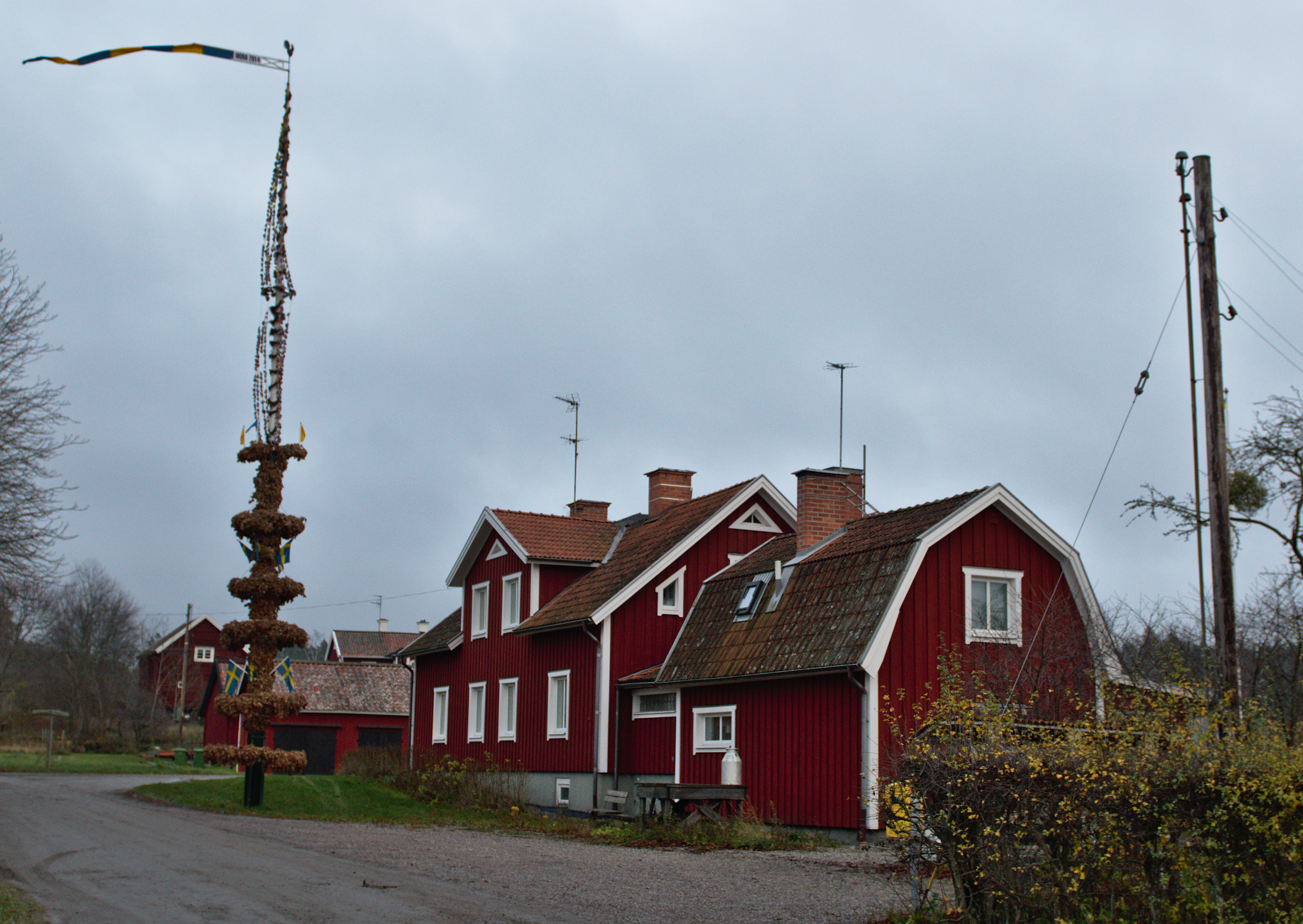
Centrala Mora med majstången.
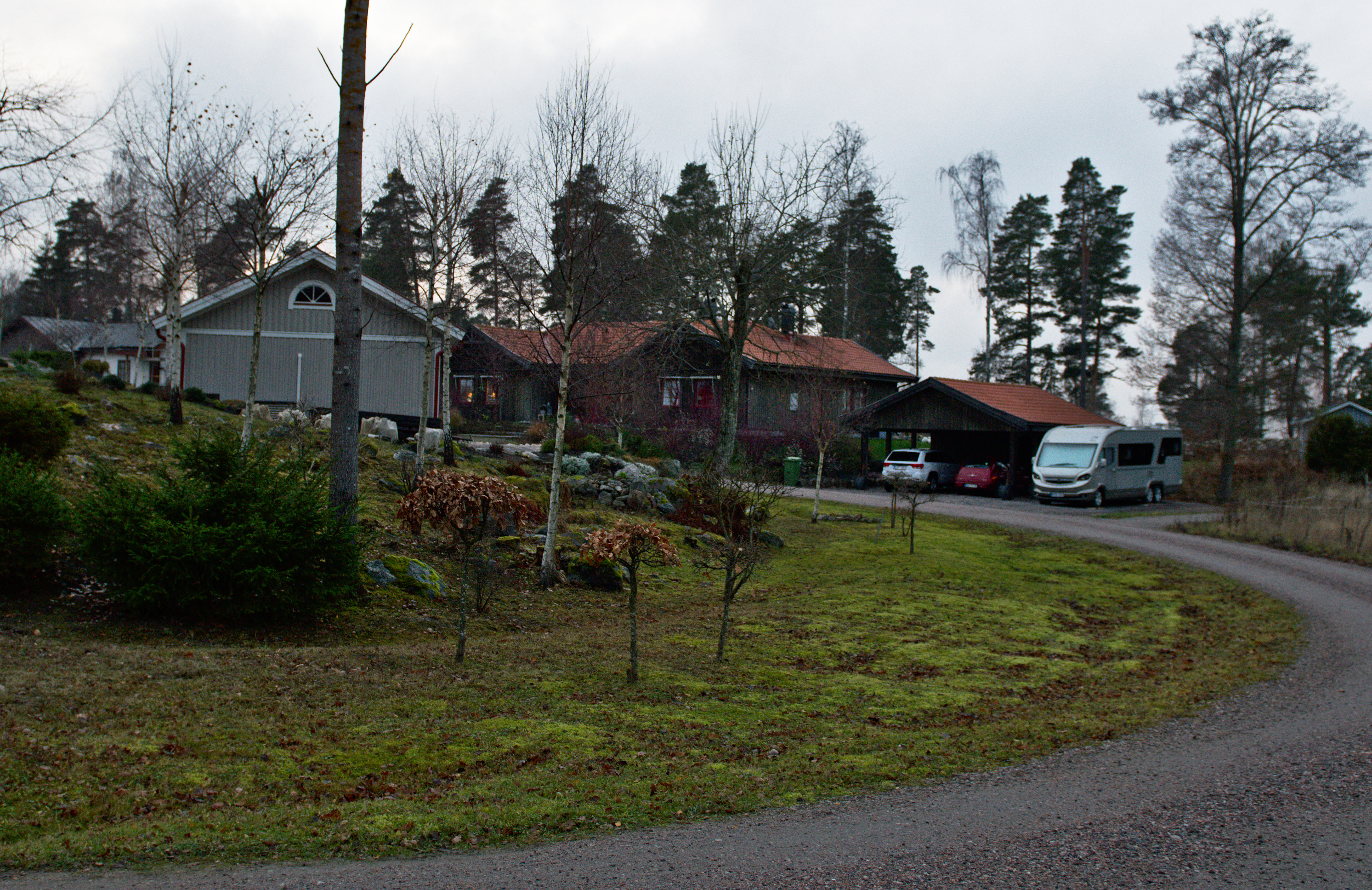
Norra delen av Mora där det finns nyare bebyggelse.